# 完颜斡鲁
完顏斡魯（11世纪?—1128年1月23日），金朝官员。金太祖阿骨打伯父韓國公完顏劾者的第三子，完顏撒改的弟弟，秦王完顏宗翰（粘罕）的亲叔父。
康宗完顏烏雅束（金太祖的哥哥）主持完颜部时，辅佐完顏斡帶（金太祖的弟弟）讨伐含国部斡豁叛乱。后来出兵对抗王氏高丽，有功。金太祖在1115年建立金朝，和完顏闍母（金太祖的弟弟）、完顏迪古乃讨伐高永昌，克沈州、辽阳，封金源郡王、南路都统、迭勃极烈。讨平烛偎水部实里古达的叛乱。和粘罕经略西北，大破西夏军。粘罕伐北宋，为西路军，完顏斡魯负责镇守西北，北宋灭亡之年（天会五年）十二月二十乙亥日，完顏斡魯去世。皇统五年（1145年），追封郑国王。天德二年（1150年），配享太祖庙廷。
其子光祿大夫完顏撒八。

## 延伸阅读
[在维基数据编辑]
 《金史·卷71》，出自脱脱《金史》